# Catherine Mendez
Pour les articles homonymes, voir Mendez.
Catherine Mendez est une actrice française.

## Filmographie
- 2002 : Vivante
- 1999 : Ma petite entreprise
- 1999 : Qui plume la lune ?
- 1997 : Sinon, oui
- 1995 : L'Avocate